# Mercury Prize
Mercury Prize (в прошлом — Mercury Music Prize, известная также как Nationwide Mercury Prize, позже — Barclaycard Mercury Prize) — ежегодная музыкальная премия, присуждаемая за лучший альбом Великобритании и Ирландии. Была учреждена в 1992 году BPI (British Phonographic Industry) и BARD (англ. British Association of Record Dealers) в качестве альтернативы Brit Awards и первоначально спонсировалась компанией Mercury Communications (ныне не существующей). Критериями отбора (который осуществляется жюри, составленном из представителей музыкальной индустрии) декларирована художественная ценность, оригинальность и новаторство. Награждение обычно происходит в начале сентября; список номинантов оглашается в июле

## Номинанты и лауреаты

### 1990-е

#### 1992
| Исполнитель                    | Альбом                             | Результат |
| ------------------------------ | ---------------------------------- | --------- |
| Барри Адамсон                  | Soul Murder                        | Номинация |
| Джа Уоббл                      | Rising Above Bedlam                | Номинация |
| The Jesus and Mary Chain       | Honey’s Dead                       | Номинация |
| Бхеки Мселеку                  | Celebration (альбом Бхеки Мселеку) | Номинация |
| Primal Scream                  | Screamadelica                      | Победа    |
| Saint Etienne                  | Foxbase Alpha                      | Номинация |
| Simply Red                     | Stars                              | Номинация |
| U2                             | Achtung Baby                       | Номинация |
| Джон Тавенер и Стивен Иссерлис | The Protecting Veil                | Номинация |
| Young Disciples                | Road to Freedom                    | Номинация |

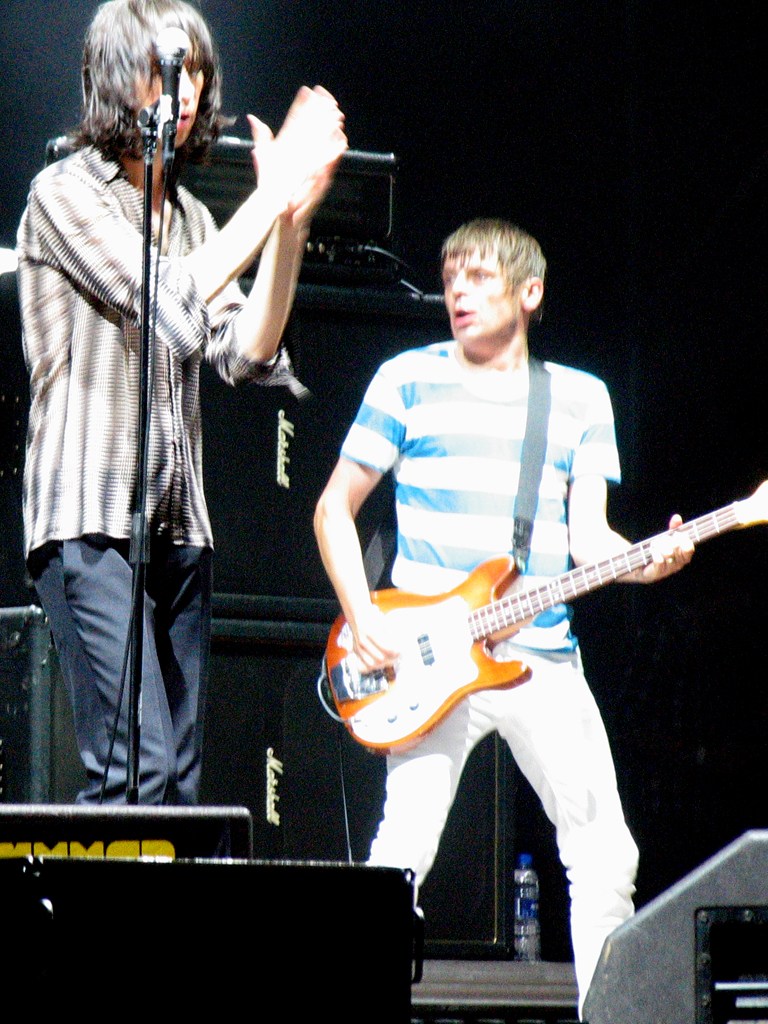
Primal Scream, первые лауреаты Mercury Music Prize

Первая премия Mecury Music Prize (с чеком на сумму 20 000 фунтов стерлингов) была вручена в среду 9 сентября 1992 года в «Савойе» группе Primal Scream за альбом Screamadelica  легендарным продюсером Джорджем Мартином.

Рок-критик Энди Гилл поддержал этот выбор как оптимальный: жюри, по его мнению, избежало — как тяготения к «тяжеловесам» (U2, Simply Red), так и соблазна впасть в «элитарность» и поддержать более «альтернативных» претендентов.
Примечательно, что альбом-победитель одновременно и устремлён в будущее, к перспективам танцевально-ориентированной поп-культуры 90-х, и опирается при этом на славные традиции прошлых лет: «симфонизированные» аранжировки Брайана Уилсона в The Beach Boys, золотую эру Rolling Stones времён Gimme Shelter… Оригинальный текст (англ.)Significantly, the winner is an album which looks both forward to the dance-floor-orientated pop culture of the Nineties, and backward to the glories of Brian Wilson's symphonic productions for The Beach Boys and the golden-era Rolling Stones of 'Gimme Shelter'.Энди Гилл, The Independent
Гилл, упомянув как существенный фактор студийное участие Джимми Миллера (некогда сотрудничавшего с Rolling Stones), отметил всё же, что хитовость альбому обеспечила прежде всего работа хаус-продюсеров Эндрю Уэзеролла и Хьюго Николсона, которые «подмазали треки "Loaded" и "Come Together" так, что они въехали в чарт-зону с лёгкостью, которая может показаться удивительной тем из нас, кто всё ещё помнит раннюю инкарнацию Primal Scream, непритязательных подражателей The Byrds».

#### 1993
| Исполнитель   | Альбом                           | Результат |
| ------------- | -------------------------------- | --------- |
| Apache Indian | No Reservations                  | Номинация |
| The Auteurs   | New Wave (альбом)                | Номинация |
| Гэвин Брайерс | Jesus' Blood Never Failed Me Yet | Номинация |
| Дина Кэролл   | So Close                         | Номинация |
| PJ Harvey     | Rid of Me                        | Номинация |
| New Order     | Republic                         | Номинация |
| Stereo MC's   | Connected (альбом)               | Номинация |
| Стинг         | Ten Summoner's Tales             | Номинация |
| Suede         | Suede                            | Победа    |
| Стэн Трейси   | Portraits Plus                   | Номинация |

Дебютный альбом Suede, восходящих звёзд глэм/инди-рока, ознаменовал (согласно Иэну Янгсу, обозревателю BBC 2) «начало взлёта группы, которая в течение нескольких лет оставалась одной из самых интересных в Британии». Альбом, заряженный «сексом и новыми идеями, стал дверью, распахнувшейся в брит-поп, хотя и был вскоре отодвинут в тень теми, кто за Suede последовал».

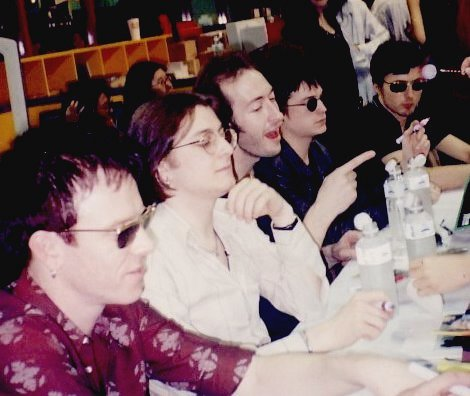
Suede, лауреаты 1993 года

К числу других заметных номинантов обозреватель rawkstar.net отнёс New Order (Republic), Stereo MC’s (Connected), PJ Harvey (Rid Of Me). Однако по-настоящему «проигравшими» в том году (по мнению И. Янгса, BBC 2) оказались Radiohead, Blur и The Prodigy, чьи ранние релизы даже не вошли в число номинантов.

#### 1994
| Исполнитель  | Альбом                          | Результат |
| ------------ | ------------------------------- | --------- |
| M People     | Elegant Slumming                | Победа    |
| Blur         | Parklife                        | Номинация |
| Иэн Макнэбб  | Head Like A Rock                | Номинация |
| Шара Нельсон | What Silence Knows              | Номинация |
| Майкл Найман | The Piano Concerto/MGV          | Номинация |
| The Prodigy  | Music for the Jilted Generation | Номинация |
| Pulp         | His'n'Hers                      | Номинация |
| Take That    | Everything Changes              | Номинация |
| Therapy?     | Troublegum                      | Номинация |
| Пол Уэллер   | Wild Wood (альбом)              | Номинация |

Список номинантов в 1994 году был (как отмечается на сайте www.mercuryprize.com) на редкость разнообразен и примечателен тем, что впервые в него вошли действительно выдающиеся звёзды 90-х годов (Pulp, Blur, The Prodigy), а также представители поп-сцены (Take That, M People, Шара Нельсон из Massive Attack).

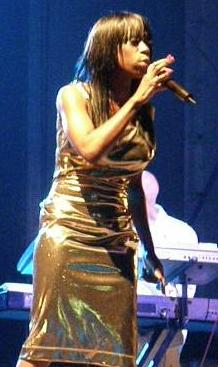
Хэзер Смолл, M People

Премия Mercury и чек на 25 тысяч фунтов достались манчестерской поп-группе M People с дважды платиновым альбомом Elegant Slumming, из которого вышли 4 хит-сингла. Обозреватель The Independent Джек Хьюз, скептически отозвавшийся как о самой церемонии («Интересно, что сказали бы молодые люди обо всем этом: „Савойе“, люстрах, канапе, Шаре Нельсон в вечернем платье?..»), так и о некоторых аспектах речи Тони Парсонса, рок-критика, представлявшего жюри, заметил:
Все сошлись на том, что <победа M People>  это правильно, потому что они — а) не белые, б) не все поголовно мужики и в) не гитарный бэнд. Тут дело не только в политкорректности: гитарные группы превалировали в прошлом году (Suede), за год до них, и имели — в лице Blur — опасный шанс <взять премию> на этот раз.

#### 1995
| Исполнитель      | Альбом                          | Результат |
| ---------------- | ------------------------------- | --------- |
| Гай Баркер       | Into the Blue                   | Номинация |
| Elastica         | Elastica (альбом)               | Номинация |
| PJ Harvey        | To Bring You My Love            | Номинация |
| Leftfield        | Leftism                         | Номинация |
| Джеймс Макмиллан | Seven Last Words from the Cross | Номинация |
| Вэн Моррисон     | Days Like This                  | Номинация |
| Oasis            | Definitely Maybe                | Номинация |
| Portishead       | Dummy                           | Победа    |
| Supergrass       | I Should Coco                   | Номинация |
| Tricky           | Maxinquaye                      | Номинация |

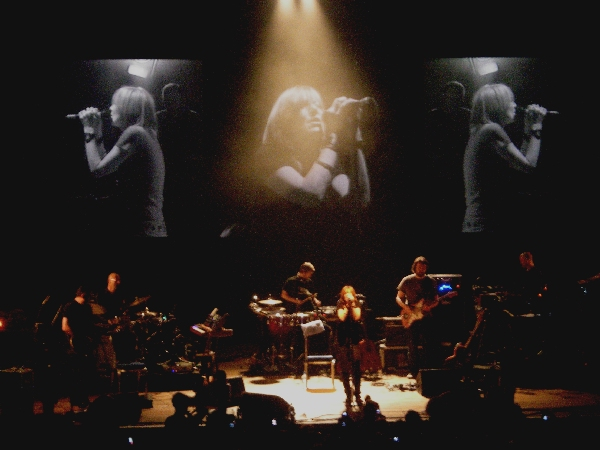
Portishead, Вулверхэмптон, 2008

Список номинантов 1995 года отразил две основные тенденции в развитии британской музыки: возникновение и расцвет бристольской сцены (Portishead, Tricky, Пи Джей Харви) и взлёт новых звёзд брит-попа: Oasis и Supergrass. Классическую часть спектра представлял шотландский композитор Джеймс Макмиллан с альбомом хоралов При этом, как отметил обозреватель BBC 2 Иэн Янгс, вне списка номинантов каким-то образом оказались Radiohead с альбомом The Bends и Massive Attack с альбомом Protection. Победили Portishead, новаторы трип-хопа; впрочем, они же оказались (наряду с Gomez и M People) в числе тех лауреатов Mercury Music Prize, которые очень скоро после первого успеха практически сошли со сцены.

#### 1996
| Исполнитель                           | Альбом                                 | Результат |
| ------------------------------------- | -------------------------------------- | --------- |
| Artists for War Child                 | The Help Album                         | Номинация |
| Black Grape                           | It's Great When You're Straight...Yeah | Номинация |
| Питер Максвелл Дэвис/BBC Philharmonic | The Beltane Fire / Caroline Mathilde   | Номинация |
| Manic Street Preachers                | Everything Must Go                     | Номинация |
| Марк Моррисон                         | Return of the Mack                     | Номинация |
| Oasis                                 | (What’s the Story) Morning Glory?      | Номинация |
| Кортни Пайн                           | Modern Day Jazz Stories                | Номинация |
| Pulp                                  | Different Class                        | Победа    |
| Underworld                            | Second Toughest In The Infants         | Номинация |
| Норма Уотерсон                        | Norma Waterson (альбом)                | Номинация |

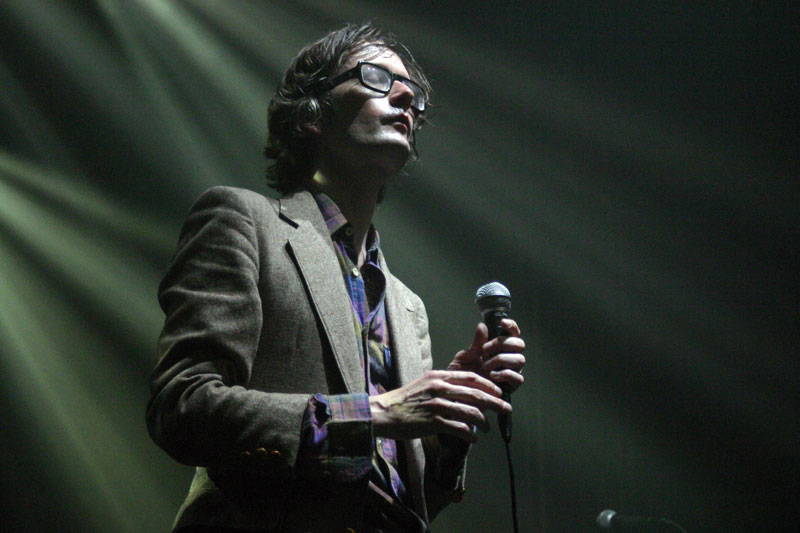
Джарвис Кокер, Pulp, 2007

Как отмечал обозреватель www.rawkstar.net, 1996-й был не лучшим годом для британской поп-индустрии: заранее было ясно, что победят Pulp или Oasis, две группы (наряду с Blur), рассматривавшиеся прессой как «будущее британской музыки». В числе их основных конкурентов рассматривались альбомы Manic Street Preachers (Everything Must Go) и Black Grape (It’s Great When You’re Straight… Yeah!).
Победителями были объявлены Pulp с альбомом Different Class. Последний поднялся на #1 в UK Album Charts сразу же после выхода в октябре 1995 года, оставался в списках 38 недель и разошёлся в Британии более чем миллионным тиражом. Поскольку благотворительный альбом Help! (Artists for War Child) также был представлен в числе номинантов, на церемонии в отеле «Гроссвенор» Джарвис Кокер в своей благодарственной речи заявил со сцены, что учреждает премию под названием The Pulp Music Award и передаёт чек на сумму 25 тысяч фунтов продюсеру альбома Брайану Ино и организатору проекта Тони Криэну, которые собрали в общей сложности 2 миллиона фунтов в поддержку детей, пострадавших от войны в Боснии.
Таким образом не сбылись надежды Oasis сделать дубль (к этому времени они были уже лауреатами Brits Award). В заранее записанном интервью, которое было показано в ходе церемонии, Ноэл Галлахер заявил: Oasis, по его мнению, заслуживали победы — как в этом году, так и в 1995-м, когда премию получили Portishead. Между тем, представитель жюри, музыкальный критик Саймон Фрит, удивил аудиторию, признавшись, что главным конкурентом Different Class был именной альбом фолк-певицы Нормы Уотерсон, причём комиссия заседала 4 часа прежде чем всё же отдать пальму первенства Pulp.

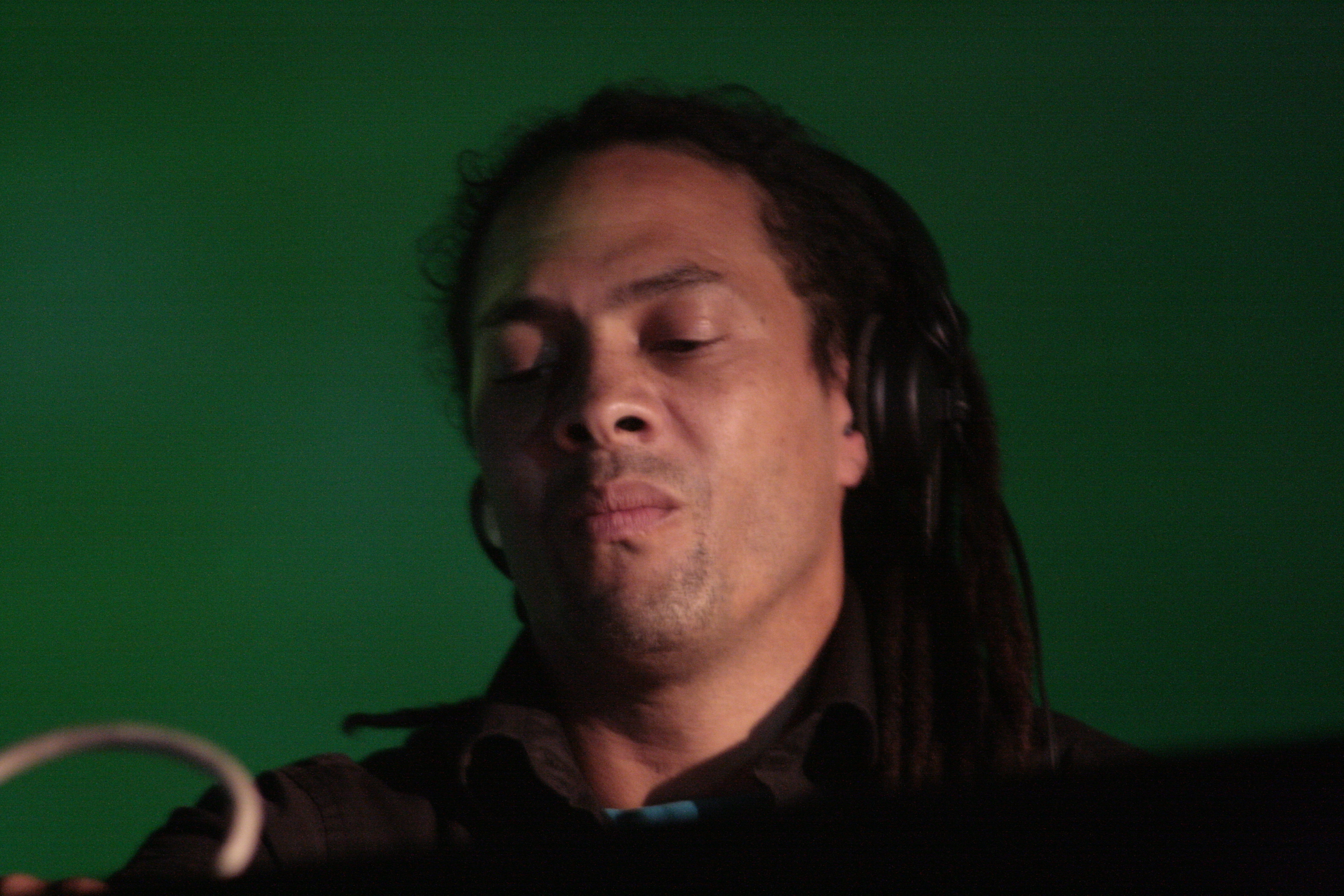
Рони Сайз, лауреат 1997 года

#### 1997
| Исполнитель           | Альбом              | Результат |
| --------------------- | ------------------- | --------- |
| The Chemical Brothers | Dig Your Own Hole   | Номинация |
| Бет Ортон             | Trailer Park        | Номинация |
| Primal Scream         | Vanishing Point     | Номинация |
| The Prodigy           | The Fat of the Land | Номинация |
| Radiohead             | OK Computer         | Номинация |
| Roni Size/Reprazent   | New Forms           | Победа    |
| Spice Girls           | Spice               | Номинация |
| Suede                 | Coming Up           | Номинация |
| Джон Тавенер          | Svyati              | Номинация |
| Марк-Энтони Тёрнедж   | Your Rockaby        | Номинация |

Обозреватель www.rawkstar назвал 1997 год лучшим во всей истории британского рока: помимо номинированных альбомов Radiohead, Primal Scream, Suede, вышли позже признанные «классическими» альбомы Spiritualized, The Verve и Mogwai, в список номинантов не вошедшие. Расцвет электронной танцевальной музыки ознаменовали релизы The Prodigy и The Chemical Brothers; также в списке оказались Spice Girls, имевшие в 1997 году огромный коммерческий успех. Но при этом 1997 год ознаменовал и «прорыв» в мейнстрим (во многом благодаря Голди) музыки драм-н-бейс: именно эту линию решили поддержать члены жюри, наградив премией Mercury Рони Сайза с группой Reprazent за альбом Life Forms. Коллектив из Бристоля на церемонии исполнил «Heroes»; здесь же выступили номинированные Suede и Бет Ортон. Казалось, Британия стоит на пороге d’n’b-революции. Но уже год спустя Голди (согласно www.rawkstar) «убил жанр» альбомом Saturnzreturn, а следующий релиз Рони Сайза прошёл вообще незамеченным.

#### 1998
| Исполнитель          | Альбом                           | Результат |
| -------------------- | -------------------------------- | --------- |
| 4hero                | Two Pages                        | Номинация |
| Asian Dub Foundation | Rafi’s Revenge                   | Номинация |
| Элайза Карти         | Red Rice (альбом)                | Номинация |
| Catatonia            | International Velvet             | Номинация |
| Cornershop           | When I Was Born for the 7th Time | Номинация |
| Gomez                | Bring It On (альбом)             | Победа    |
| Massive Attack       | Mezzanine                        | Номинация |
| Propellerheads       | Decksandrumsandrockandroll       | Номинация |
| Pulp                 | This Is Hardcore                 | Номинация |
| Джон Серман          | Proverbs & Songs                 | Номинация |
| The Verve            | Urban Hymns                      | Номинация |
| Робби Уильямс        | Life thru a Lens                 | Номинация |

Премию Mercury в размере 25 тысячи фунтов получили Gomez, группа, образованная за год до этого в Саутпорте пятью студентами Sheffield Hallam University. Gomez опередили Pulp (This is Hardcore) и The Verve (Urban Hymns), которых пресса (наряду с Massive Attack) называла в числе фаворитов. Однако жюри вновь удивило всех: из выступления на церемонии его представителя стало ясно, что наряду с Gomez рассматривались (как потенциальные победители) лишь Asian Dub Foundation (Rafi’s Revenge) и Cornershop (When I was Born For the 7th Time).

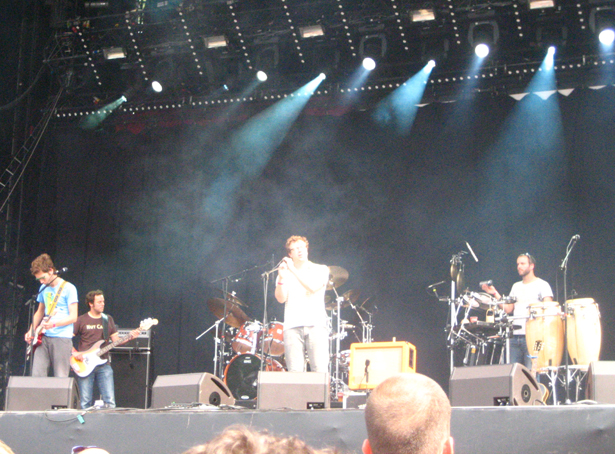
Gomez, лауреаты Mercury Prize 1998 года

«Альбом был записан в отцовском гараже на 4-дорожечном оборудовании, — сказал на церемонии вручения Бен Отвелл. — Нам даже как-то смешно находиться здесь». Gomez, тем не менее, выступили вживую на сцене отеля «Гроссвенор» — наряду с Pulp, фолк-певицей Элайзой Карти (дочерью Марти Карти), Asian Dub Foundation, 4 Hero и саксофонистом Джоном Сёрманом. Керис Уильямс, вокалистка Catatonia, ограничилась прочувствованной речью.

#### 1999
| Исполнитель            | Альбом                         | Результат |
| ---------------------- | ------------------------------ | --------- |
| Томас Адес             | Asyla                          | Номинация |
| Денис Баптисте         | Be Where You Are               | Номинация |
| Black Star Liner       | Black Star Liner               | Номинация |
| Blur                   | 13                             | Номинация |
| The Chemical Brothers  | Surrender                      | Номинация |
| Faithless              | Sunday 8PM                     | Номинация |
| Manic Street Preachers | This Is My Truth Tell Me Yours | Номинация |
| Бет Ортон              | Central Reservation            | Номинация |
| Кейт Расби             | Sleepless (альбом Кейт Расби)  | Номинация |
| Талвин Сингх           | OK (альбом)                    | Победа    |
| Stereophonics          | Performance and Cocktails      | Номинация |
| Underworld             | Beaucoup Fish                  | Номинация |

Как отметил обозреватель BBC 2, список номинантов 1999 года был «бедноват»; при этом в него не вошли два важных альбома: The Man Who, сделавший Travis звёздами первой величины в Британии, и You’ve Come A Long Way Baby от Fatboy Slim.
Премию (20 тысяч фунтов) получил 28-летний индус Талвин Сингх, соединивший в своём творчестве звучание классической индийской музыки с элементами драм-н-бейс. На концерте, прошедшем в ходе церемонии, он исполнил «Traveller», песню из альбома Ok. В преддверии миллениума (как отмечал И. Янгс, BBC 2) альбом «служил хорошим саундтреком многонациональной Британии, но затем с кофейных столиков исчез бесследно».

### 2000-е

#### 2000
| Исполнитель     | Альбом                    | Результат |
| --------------- | ------------------------- | --------- |
| Ричард Эшкрофт  | Alone with Everybody      | Номинация |
| Badly Drawn Boy | The Hour of Bewilderbeast | Победа    |
| Coldplay        | Parachutes                | Номинация |
| M J Cole        | Sincere                   | Номинация |
| Death in Vegas  | The Contino Sessions      | Номинация |
| The Delgados    | The Great Eastern (album) | Номинация |
| Doves           | Lost Souls                | Номинация |
| Helicopter Girl | How to Steal the World    | Номинация |
| Leftfield       | Rhythm and Stealth        | Номинация |
| Николас Моу     | Violin Concerto           | Номинация |
| Nitin Sawhney   | Beyond Skin               | Номинация |
| Кэтрин Уильям   | Little Black Numbers      | Номинация |

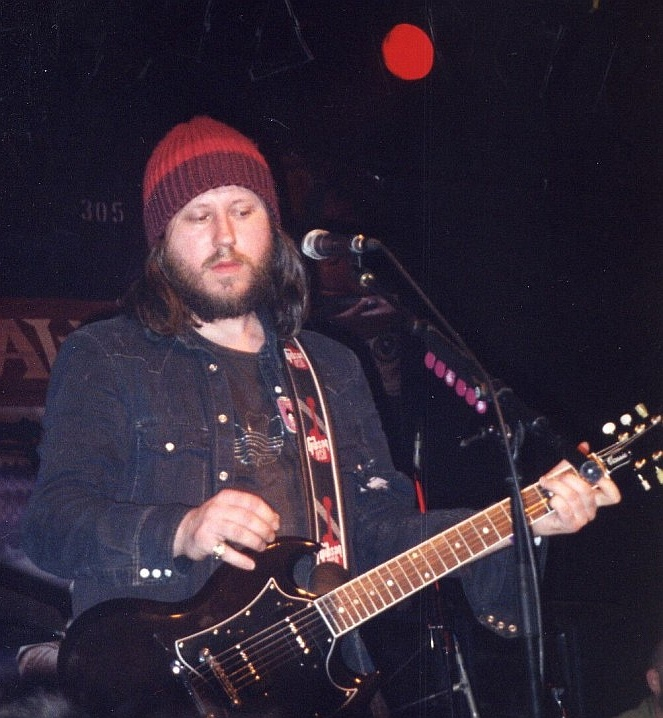
Badly Drawn Boy, лауреат 2000 года

Согласно ВВС 2, 2000 год был скуден на музыкальные открытия: в списке номинантов выделяется лишь один альбом, Parachutes, превративший Coldplay в «тяжеловесов» британской и мировой поп-сцены. Значительную долю внимания получила и певица Катрин Уильямс, отмеченная с альбомом Little Black Numbers, который она выпустила на своём собственном ньюкаслском лейбле Caw Records.
Badly Drawn Boy с альбомом The Hour of the Bewilderbeast был, как писал Иэн Янгс, «извлечён на поверхность как один из величайших новых авторов-исполнителей последнего времени», но «в анналах рок-истории не задержался». Дэймон Гоф, тем не менее, обошёл главных соперников, Doves. На церемонии награждения он произвел на всех впечатление необычной благодарственной речью, а также выступил на праздничном концерте, вместе с Doves и Coldplay.

#### 2001
| Исполнитель         | Альбом                                      | Результат                         |
| ------------------- | ------------------------------------------- | --------------------------------- |
| Basement Jaxx       | Rooty                                       | Номинация                         |
| Elbow               | Asleep in the Back                          | Номинация                         |
| Goldfrapp           | Felt Mountain                               | Номинация                         |
| Gorillaz            | Gorillaz                                    | номинация снята по просьбе группы |
| Эд Харкорт          | Here Be Monsters                            | Номинация                         |
| PJ Harvey           | Stories from the City, Stories from the Sea | Победа                            |
| Том Макрэй          | Tom McRae                                   | Номинация                         |
| Radiohead           | Amnesiac                                    | Номинация                         |
| Susheela Raman      | Salt Rain                                   | Номинация                         |
| Super Furry Animals | Rings Around the World                      | Номинация                         |
| Turin Brakes        | The Optimist LP                             | Номинация                         |
| Zero 7              | Simple Things                               | Номинация                         |

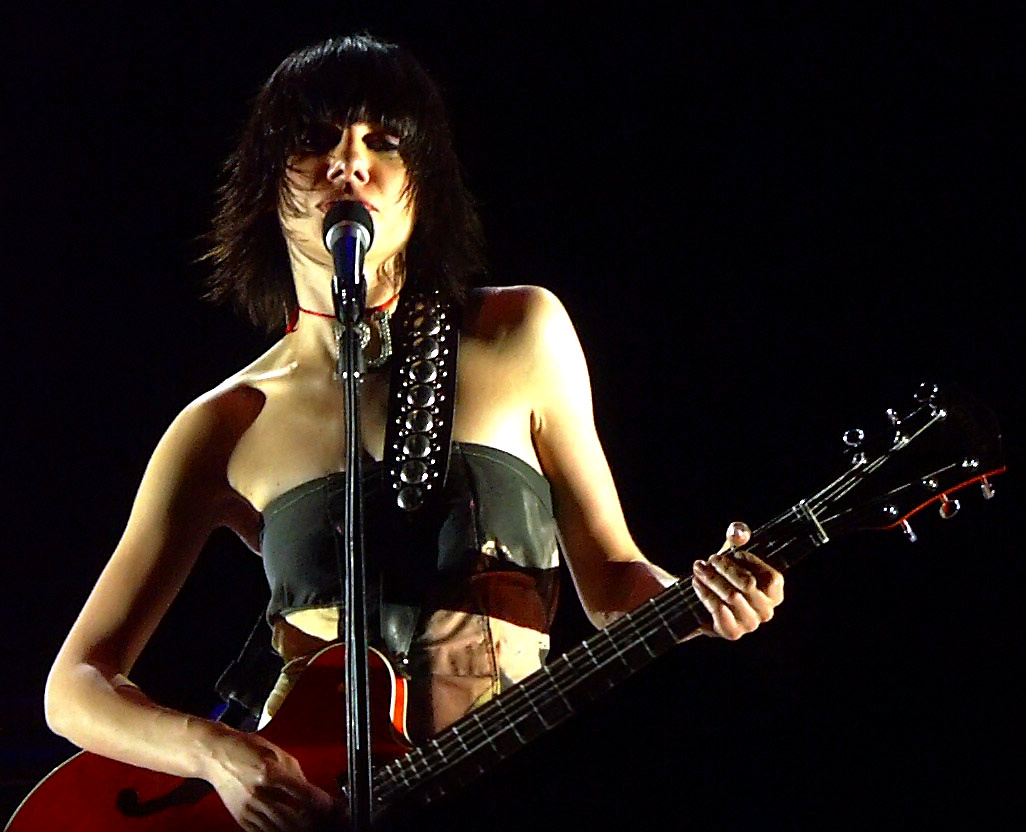
PJ Harvey, лауреат 2001 года

В списках номинантов 2001 года развернулось своего рода соперничество между — авторами-исполнителями разных жанров (Пи Джей Харви, Turin Brakes, Том Макрай, Эд Харкорт) с одной стороны и экспериментальной танцевальной музыкой нового типа (Basement Jaxx, Goldfrapp, Zero 7) — с другой. Мощный тандем в «центральной части» спектра составили Radiohead и Super Furry Animals.
Обойдя конкурентов (в лице, прежде всего, Radiohead, Basement Jaxx и Super Furry Animals), Пи Джей Харви стала первой женщиной в истории, получившей Mercury Prize. Двумя основными слагаемыми «победной формулы» (по словам обозревателям BBC 2) стали «сильные, страстные песни и крайне оригинальная, несколько эксцентричная личность исполнительницы». В те дни Харви гастролировала по США с материалом альбома-лауреата. Церемония награждения проходила 11 сентября: она не была отменена, несмотря на многочисленные протесты. «Это сюрреалистический день. Я потрясена всем происходящим. Я в шоке, весь этот город в шоке. Мы с группой в самом центре событий: из окна виден пылающий Пентагон», — такие слова она произнесла по телефону в благодарственном слове.

#### 2002
| Исполнитель              | Альбом                   | Результат |
| ------------------------ | ------------------------ | --------- |
| Гай Баркер               | Soundtrack               | Номинация |
| The Bees                 | Sunshine Hit Me          | Номинация |
| Дэвид Боуи               | Heathen                  | Номинация |
| The Coral                | The Coral                | Номинация |
| Doves                    | The Last Broadcast       | Номинация |
| The Electric Soft Parade | Holes in the Wall        | Номинация |
| Джема Хэйз               | Night on my Side         | Номинация |
| Беверли Найт             | Who I Am                 | Номинация |
| Roots Manuva             | Run Come Save Me         | Номинация |
| Джоанна Макгрегор        | Play                     | Номинация |
| Ms. Dynamite             | A Little Deeper          | Победа    |
| The Streets              | Original Pirate Material | Номинация |

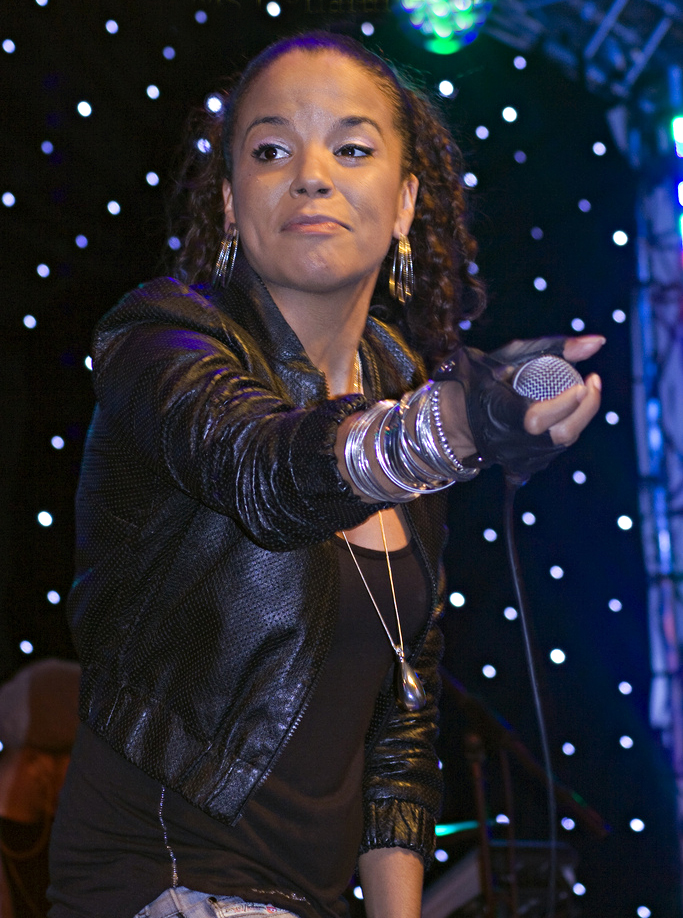
Ms. Dynamite, лауреат 2002 года

Судя по списку номинантов, это был определённо год urban-музыки: её представляли Ms. Dynamite, Беверли Найт, The Streets и Roots Manuva. Фаворитами у букмейкеров считались The Streets и The Coral.
Премию Mercury получила восходящая звезда британского хип-хопа Ms Dynamite (наст. имя — Наоми Маклин-Дэйли) — за дебютный альбом A Little Deeper, синглы из которого, «Dy-na-mi-tee» и «It Takes More», в 2002 году становились хитами. Награждая певицу на сцене, Кортни Пайн, представлявший жюри, пошутил: вплоть до этого момента он был убежден, что «победители известны заранее». На сцене отеля «Гроссвенор» первая в истории темнокожая певица-лауреат Премии Меркьюри, призналась, что «не имеет ни малейшего представления» о причинах своего триумфа. Позже на пресс-конференции она заявила о намерении отдать полученные 20 тысяч фунтов на благотворительные цели. Украшением вечера стало выступление (также номинированной на Премию) классической пианистки Джоанны Макгрегор.

#### 2003
- Athlete — Vehicles and Animals
- Элайза Карти — Anglicana

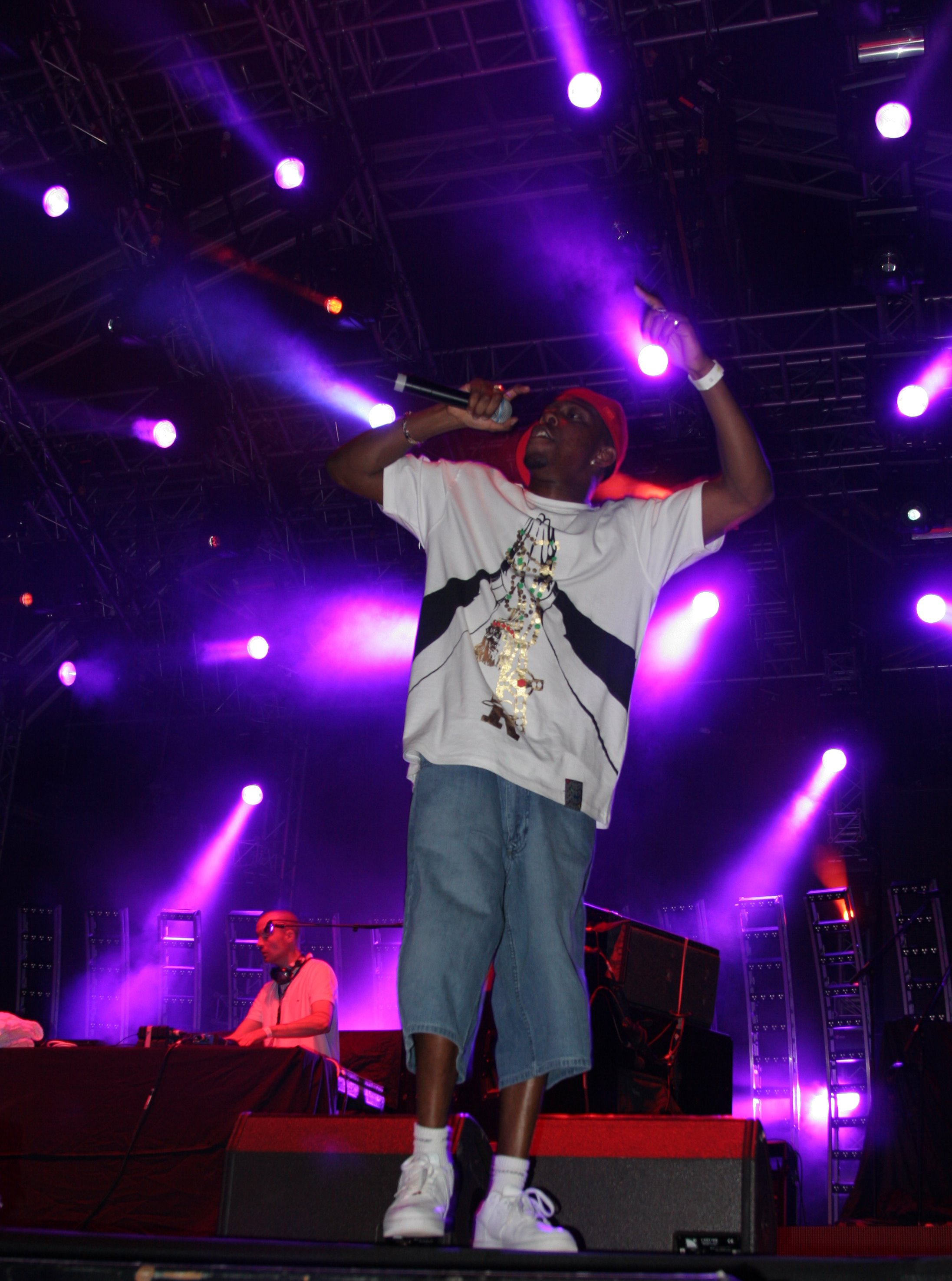
Dizzee Rascal, лауреат-2003

- Coldplay — A Rush of Blood to the Head
- The Darkness — Permission to Land
- Dizzee Rascal — Boy in Da Corner
- Floetry — Floetic
- Soweto Kinch — Conversations with the Unseen
- Lemon Jelly — Lost Horizons
- The Thrills — So Much for the City
- Мартина Топли-Берд — Quixotic
- Radiohead — Hail to the Thief
- Терри Уокер — Untitled

Фаворитом букмейкеров был Диззи Раскал (4-1), и тем не менее, многих удивил тот факт, что 19-летний андеграундный рэпер (первый представитель этого жанра в истории Премии) нанёс поражение Coldplay, чей альбом A Rush Of Blood To The Head стал бестселлером-2002 не только в Британии, но и во всем мире. Раскал (настоящее имя которого — Дилан Миллз), рэпер из Боу (Восточный Лондон), объявленный местной прессой «надеждой британского garage и хип-хопа», сам себя провозгласил «голосом Playstation-поколения». При этом создаваемые им картины лондонской жизни (согласно Guardian) крайне безрадостны: в своем альбоме он «… рассказывает о револьверах и ножах, депрессии и о том, как забеременела его 15-летняя девушка», а в конечном итоге признаётся: «я — проблема для Энтони Блэра». О себе на пресс-конференции Диззи Раскал сказал: «…я пришел из ниоткуда, с пиратских радиостанций, из андеграунда, просто — из земли».
Премию победителю вручала Ms Dynamite, лауреат-2002. Своим выбором, как отмечает Guardian, жюри второй год подряд сделало попытку «сбросить имидж помпезного аналога Букера в музыке». Концерт на торжественной церемонии был одним из лучших за всю историю: здесь блеснули The Darkness и Элайза Карти, исполнившая «Worcester City».

#### 2004
В 2004 году впервые в списке номинантов, набранном в общей сложности из 1800 выходивших в Британии и Ирландии альбомов, не оказалось (по выражению обозревателя Guardian) «свадебных генералов» от классического и джазового жанров (за присутствие которых жюри подвергалось критике). Список оказался разнообразным, но, как заметил представлявший жюри Саймон Фрит, этот факт отразил всего лишь эклектический характер современной британской музыкальной сцены, на которой «17-летняя белая девушка из Девона <Джосс Стоун> выпускает соул-пластинку в духе 70-х». В числе «странностей» списка многие отметили появление в нём альт-поп/блюз-рокеров The Zutons и 59-летнего Роберта Уайатта (экс-Soft Machine), который последние 30 лет выступал, не сходя с инвалидного кресла. За некоторое время до начала церемонии Уайатт заявил, что если он победит, «… это будет позором», тем не менее, ему была устроена пышная встреча — во многом благодаря Брайану Ино, который произнёс в его честь яркую речь.
- Basement Jaxx — Kish Kash

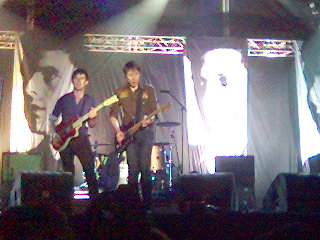
Franz Ferdinand

- Belle & Sebastian — Dear Catastrophe Waitress
- Franz Ferdinand — Franz Ferdinand
- Джамелия — Thank You
- Keane — Hopes and Fears
- The Snow Patrol — Final Straw
- Джосс Стоун — The Soul Sessions
- The Streets — A Grand Don't Come for Free
- Ty — Upwards
- Эми Уайнхаус — Frank
- Роберт Уайатт — Cuckooland
- The Zutons — Who Killed...... The Zutons?

Получившие Премию Franz Ferdinand были явно выраженными фаворитами; их основными соперниками считались Belle & Sebastian и Snow Patrol, а также трио восходящих поп-звёзд — Джамилия, Джосс Стоун, Эми Уайнхаус. Впервые за несколько лет (писал Guardian) премию унесла группа, имевшая все сразу: и поддержку критики, и коммерческий успех, и «левые» устремления. Дебютный альбом шотландского квартета разошёлся миллионным тиражом, два его сингла, «Matinee» и «Take Me Out» стали в Британии хитами. Второй из них группа к восторгу публики исполнила вживую на концерте в «Гроссвеноре». Здесь же выступили Belle & Sebastian («I’m A Cuckoo»), Ty (с джазовой версией «Look 4 Me»), Джамилия («Thank You»), а также Basement Jaxx, Zutons и Эми Уайнхаус.
Обозреватель Guardian отметил, что The Zutons оказались едва ли не первой группой в истории Премии, которая получила от факта номинации материальную выгоду: тираж её дебютного альбома подскочил с 30 до 100 тысяч. Зато к числу «дважды проигравших» добавился Майк Скиннер, чей Original Pirate Material в 2002 году уступил альбому Ms Dynamite.

#### 2005
Фаворитами букмейкеров считались Kaiser Chiefs, многие отдавали предпочтение Coldplay, но Премию Меркьюри получили
Antony and the Johnsons, группа во главе с Энтони Хегарти, который родился в Чичестере, а ныне проживает в Нью-Йорке.

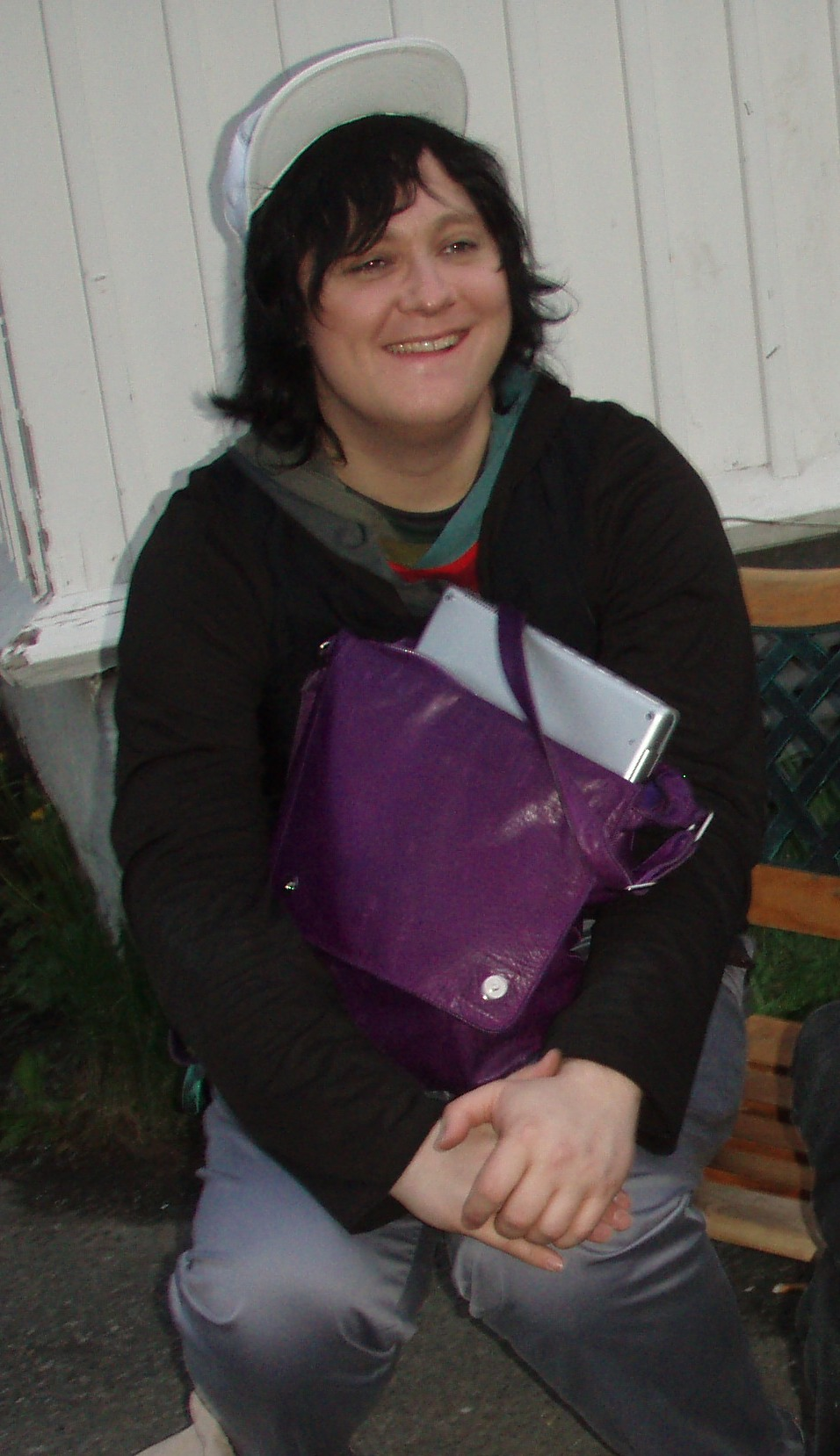
Энтони Хегарти, Antony and the Johnsons

- Antony and the Johnsons — I Am a Bird Now
- Bloc Party — Silent Alarm
- Coldplay — X&Y
- Hard-Fi — Stars of CCTV
- Kaiser Chiefs — Employment
- KT Tunstall — Eye to the Telescope
- M.I.A. — Arular
- Maxïmo Park — A Certain Trigger
- Polar Bear — Held on the Tips of Fingers
- Сет Лэйкман — Kitty Jay
- The Go! Team — Thunder, Lightning, Strike
- The Magic Numbers — The Magic Numbers

Крис Салмон, главный редактор журнала Time Out, счёл результаты голосования неожиданностью. «В списке было много сильных альбомов, и мало кто мог ожидать, что лучшим из них будет признан альбом Antony and the Johnsons… Многие вообще думали, что группа американская: у <альбома> чисто нью-йоркское происхождение… Да, у него прекрасный голос, он пишет прекрасные песни, в этом смысле удивляться бы не стоило… и всё равно, я удивлён», — признался Салмон в интервью BBC.
Но Саймон Фрит, председатель жюри, заявил, что альбом I Am a Bird Now уникален: «не вполне понятно, откуда он происходит, но каждый, кто услышит его, полюбит его». В поддержку Хегарти также высказались Лу Рид («…когда я впервые услышал его, мне показалось, со мной общается ангел») и Лори Андерсон («моя любимая группа в мире на данный момент… когда звучит голос Энтони, кажется, словно слышишь Элвиса в самый первый раз»). Бет Гиббонс, вокалистка Portishead, сказала в интервью BBC, что I Am A Bird Now — её любимый альбом года: «Я впервые ощутила его искренность: меня давно уже музыка не трогала так глубоко… Он рассказал мне о том, как ощущает себя женщина лучше, чем я могла бы сделать это сама».
Чек на 20 тысяч фунтов вручил победителю телеведущий, бывший участник Squeeze, Джулз Холланд. Получая его, Хегарти сказал, что «соперничество было слегка безумным: вроде как — что вам больше нравится — апельсин или космический корабль, ложка или цветок в горшке». Вместе с лауреатом на сцене отеля «Гроссвенор» выступили Kaiser Chiefs, KT Tunstall, Сет Лэйкман, Bloc Party, Polar Bear, Maximo Park, The Magic Numbers и the Go! Team. Coldplay не смогли принять участия в церемонии, поскольку гастролировали по США.

#### 2006
В числе номинантов 2006 года были Muse с альбомом Black Holes & Revelations (дебютировавшим на #1 UK Albums Charts) и Том Йорк с сольным альбомом, но фаворитами считались Arctic Monkeys c Whatever People Say I Am, That’s What I’m Not, который установил абсолютный рекорд, будучи распродан в количестве 360 тысяч за одну только первую неделю после выпуска.
- Arctic Monkeys — Whatever People Say I Am, That's What I'm Not
- Изобель Кэмпбелл и Марк Ланеган — Ballad of the Broken Seas
- The Editors — The Back Room
- Guillemots — Through the Windowpane
- Ричард Хоули — Coles Corner
- Hot Chip — The Warning
- Muse — Black Holes and Revelations
- Зоуи Рахман — Melting Pot
- Лу Роудс — Beloved One
- Scritti Politti — White Bread Black Beer
- Sway — This Is My Demo
- Том Йорк — The Eraser

На церемонии, проведенной 5 сентября в отеле «Гроссвенор», победителем был объявлен альбом Arctic Monkeys. Трое участников первого состава — Алекс Тёрнер, Джейми Кук и Мэтт Хелдерс — получили чек на £20,000 из рук ведущего, Джулза Холланда. «Звоните 999, Ричард Хоули ограблен!» — так отреагировал Тёрнер на известие о своей победе (имея в виду также номинированного на премию своего земляка из Йоркшира, которого он сам считал фаворитом).

#### 2007
Фаворитом букмейкеров был альбом Bat for Lashes. Джейми Рейнольдс, фронтмен Klaxons, однако, поставил £100 на свою победу (9/1) и выиграл.
Церемония вручения премии прошла 4 сентября 2007 года. Не смогли принять в ней участия лишь Arctic Monkeys: они гастролировали по США.

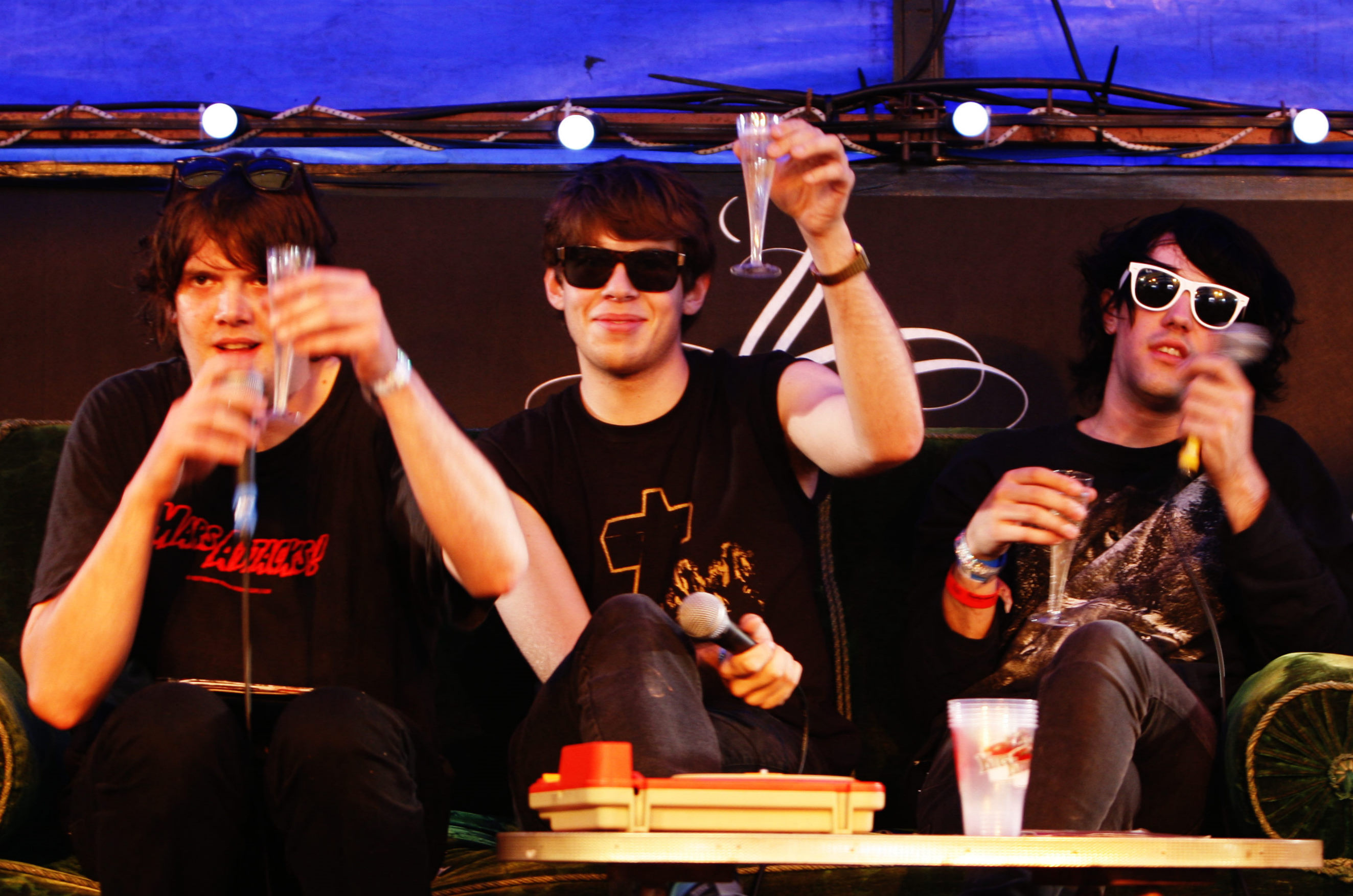
Klaxons, лауреаты 2007 года

- Arctic Monkeys — Favourite Worst Nightmare
- Basquiat Strings — Basquiat Strings
- Bat for Lashes — Fur and Gold
- Dizzee Rascal — Maths and English
- Klaxons — Myths of the Near Future
- Maps — We Can Create
- New Young Pony Club — Fantastic Playroom
- Фионн Риган — The End of History
- Jamie T — Panic Prevention
- The View — Hats Off to the Buskers
- Эми Уайнхаус — Back to Black
- The Young Knives — Voices of Animals and Men

Уайнхаус выступила вживую на церемонии награждения (это был её первый выход в свет после многомесячной паузы, в ходе которой пресса муссировала слухи относительно состояния её здоровья), исполнив «Love Is A Losing Game». Конор Макниколас, главный редактор NME (и один из членов жюри) сказал, что выступление Уайнхаус было «поразительным». «Мне никогда не приходилось присутствовать на церемонии, когда аудитория слушала бы чьё-то выступление настолько затаив дыхание… Но в конечном итоге нам очень многое пришлось принять в рассмотрение, и решение <присудить победу> Klaxons было правильным… Она записала пластинку, словно бы из прошлого; Klaxons — выпустили альбом из будущего», — сказал он.

#### 2008
- Adele — 19
- British Sea Power — Do You Like Rock Music?
- Burial — Untrue
- Elbow — The Seldom Seen Kid
- Estelle — Shine
- The Last Shadow Puppets — The Age Of The Understatement
- Laura Marling — Alas I Cannot Swim
- Neon Neon — Stainless Style
- Portico Quartet — Knee-Deep In The North Sea
- Robert Plant And Alison Krauss — Raising Sand
- Radiohead — In Rainbows
- Rachel Unthank And The Winterset — The Bairns

#### 2009
Согласно спискам букмейкеров, фаворитами считались Florence and the Machine (Lungs, 5/1), Kasabian (West Ryder Pauper Lunatic Asylum, 5/1), Bat for Lashes (Two Suns, 6/1) и La Roux (La Roux 6/1). Неожиданным для многих обозревателей показалось отсутствие в списке Лили Аллен, которая своё (второе уже невключение) комментировать не стала, а заявила лишь: «Я надеюсь, что победит La Roux».
- Bat for Lashes — Two Suns
- Florence and the Machine — Lungs
- Friendly Fires — Friendly Fires
- Glasvegas — Glasvegas
- Kasabian — West Ryder Pauper Lunatic Asylum
- La Roux — La Roux
- Led Bib — Sensible Shoes
- Lisa Hannigan — Sea Sew
- Speech Debelle — Speech Therapy
- Sweet Billy Pilgrim — Twice Born Men
- The Horrors — Primary Colours
- The Invisible — The Invisible

Церемония награждения состоялась 8 сентября 2009 года в Grosvenor House Hotel. Победительницей стала хип-хоп-исполнительница Speech Debelle с альбомом Speech Therapy.

### 2010-е

#### 2010
20 июля 2010 года в The Hospital Club, Ковент Гарден, Лондон, был объявлен список номинантов текущего года:
- Biffy Clyro — Only Revolutions
- Corinne Bailey Rae — The Sea
- Dizzee Rascal — Tongue N’ Cheek
- Kit Downes Trio — Golden
- Foals — Total Life Forever
- I Am Kloot — Sky At Night
- Laura Marling — I Speak Because I Can
- Mumford & Sons — Sigh No More
- Paul Weller — Wake Up The Nation
- Villagers — Becoming A Jackal
- Wild Beasts — Two Dancers
- The xx — xx[45]

Победителем, как было объявлено 7 сентября, стала группа The xx.

#### 2011
19 июля 2011 года в The Hospital Club, Ковент-Гарден, Лондон, англ. Lauren Laverne объявила список номинантов текущего года:
- Адель — 21
- Анна Кальви — Anna Calvi
- Elbow — Build a Rocket Boys!
- Everything Everything — Man Alive
- Ghostpoet — Peanut Butter Blues & Melancholy Jam
- Gwilym Simcock — Good Days at Schloss Elmau
- Джеймс Блейк — James Blake
- Katy B — On a Mission
- King Creosote & Джон Хопкинс — Diamond Mine
- Metronomy — The English Riviera
- PJ Harvey — Let England Shake
- Тайни Темпа — Disc-Overy[47]

На церемонии, прошедшей в Лондоне 6 сентября, приз получил альбом Пи Джей Харви Let England Shake.

#### 2012
- Alt-J — An Awesome Wave
- Django Django — Django Django
- Field Music — Plum
- Лианн Ла Хавас — Is Your Love Big Enough
- Richard Hawley — Standing at the Sky’s Edge
- Ben Howard — Every Kingdom
- Michael Kiwanuka — Home Again
- Sam Lee — Ground of Its Own
- The Maccabees — Given to the Wild
- Plan B — Ill Manors
- Roller Trio — Roller Trio
- Jessie Ware — Devotion[49]

#### 2013
- James Blake — Overgrown
- David Bowie — The Next Day
- Disclosure — Settle
- Foals — Holy Fire
- Jake Bugg — Jake Bugg
- Jon Hopkins — Immunity
- Laura Marling — Once I Was an Eagle
- Laura Mvula — Sing to the Moon
- Rudimental — Home
- Savages — Silence Yourself
- Villagers — {Awayland}
- Arctic Monkeys — AM

#### 2014
- Anna Calvi — One Breath
- Bombay Bicycle Club — So Long, See You Tomorrow
- Damon Albarn — Everyday Robots
- East India Youth — Total Strife Forever
- FKA twigs — LP1
- GoGo Penguin — v2.0
- Jungle — Jungle
- Kate Tempest — Everybody Down
- Nick Mulvey — First Mind
- Polar Bear — In Each and Every One
- Royal Blood — Royal Blood
- Young Fathers — Dead

#### 2015
- Aphex Twin — Syro
- Gaz Coombes — Matador
- C Duncan — Architect
- Eska — Eska
- Florence and the Machine — How Big, How Blue, How Beautiful
- Ghostpoet — Shedding Skin
- Róisín Murphy — Hairless Toys
- Slaves — Are You Satisfied?
- SOAK — Before We Forgot How to Dream
- Wolf Alice — My Love Is Cool
- Jamie xx — In Colour
- Benjamin Clementine — At Least for Now

#### 2016
- Anohni — Hopelesness
- Bat For Lashes — The Bride
- David Bowie — Blackstar
- Jamie Woon — Making Time
- Kano — Made In The Manor
- Laura Mvula — The Dreaming Room
- Michael Kiwanuka — Love & Hate
- Radiohead — A Moon Shaped Pool
- Savages — Adore Life
- Skepta — Konnichiwa
- the 1975 — I Like It When You Sleep, for You Are So Beautiful yet So Unaware of It
- The Comet Is Coming — Channel The Spirits

#### 2017
- alt-J — Relaxer
- The Big Moon — Love in the 4th Dimension
- Blossoms — Blossoms
- Loyle Carner — Yesterday’s Gone
- Dinosaur — Together, As One
- Glass Animals — How to Be a Human Being
- Sampha — Process
- J Hus — Common Sense
- Ed Sheeran — ÷
- Stormzy — Gang Signs & Prayer
- Kate Tempest — Let Them Eat Chaos
- The xx — I See You

#### 2018
- Arctic Monkeys — Tranquility Base Hotel & Casino
- Everything Everything — A Fever Dream
- Everything Is Recorded — Everything Is Recorded
- Florence + the Machine — High as Hope
- King Krule — The Ooz
- Noel Gallagher's High Flying Birds — Who Built the Moon?
- Novelist — Novelist Guy
- Sons of Kemet — Your Queen Is a Reptile
- Wolf Alice — Visions of a Life
- Лили Аллен — No Shame
- Джорджа Смит — Lost & Found
- Надин Шах — Holiday Destination

#### 2019
- Анна Кальви – Hunter
- Black Midi – Schlagenheim
- Cate Le Bon – Reward
- Foals – Everything Not Saved Will Be Lost – Part 1
- Fontaines D.C. – Dogrel
- Idles – Joy as an Act of Resistance
- Little Simz – Grey Area
- Nao – Saturn
- SEED Ensemble – Driftglass
- slowthai – Nothing Great About Britain
- The 1975 – A Brief Inquiry into Online Relationships